# Preso de conciencia

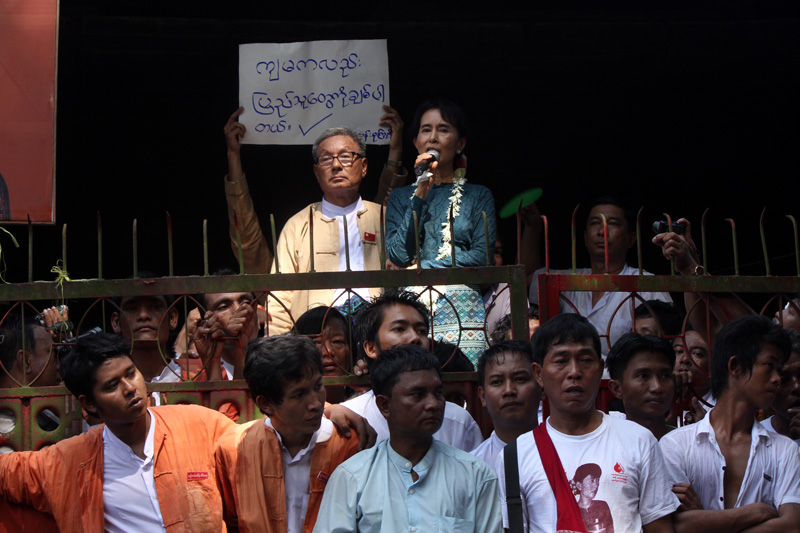
Aung San Suu Kyi se reúne con la multitud después de levantarse su arresto domiciliario el 14 de noviembre de 2010 en la sede de la Liga Nacional para la Democracia (NLD), Rangún, Birmania.

Se denomina preso de conciencia o prisionero de conciencia (prisoner of conscience o POC por sus siglas en inglés) al individuo que ha sido encarcelado por su raza, religión, color de piel, idioma, orientación sexual o credo, siempre que no haya propugnado ni practicado la violencia. Se contrapone a este el término preso político. 
El término preso de conciencia fue acuñado por el organismo defensor de los derechos humanos Amnistía Internacional a principios de la década de 1960.
El 28 de mayo de 1961, el artículo The forgotten prisoners lanzó la campaña Appeal for Amnesty 1961 y definió por primera vez al prisionero de conciencia como
«Cualquier persona a la que se le impide físicamente (por prisión u otras causas) expresar (en cualquier forma de palabras o símbolos) cualquier opinión que mantiene honestamente y que no defiende ni justifica la violencia personal». También excluye a las personas que han conspirado con un gobierno extranjero para derrocar el propio.
El principal objetivo de esta campaña, iniciada por el abogado inglés Peter Benenson y un pequeño grupo de escritores, académicos y abogados, entre los que destacaba el activista pacifista y cuáquero Eric Baker, fue identificar a prisioneros de conciencia en todo el mundo y hacer campaña por su liberación. A principios de 1962, la campaña había recibido tanto soporte público que se convirtió en una organización permanente y cambió su nombre a Amnistía Internacional (AI).
Bajo la ley británica, Amnistía Internacional era una organización política y los donativos que recibiera no quedaban libres de impuestos. Para solucionarlo, en 1962 se creó el Fund for the Persecuted para recibir donativos para los prisioneros y sus familias. El nombre se cambió después por Prisoners of Conscience Fund y hoy es una entidad separada.
Amnistía Internacional ha presionado a los gobiernos desde que fue fundada para liberar a las personas que considera prisioneros de conciencia. Los gobiernos acusados suelen negar que los prisioneros tengan el estatus de prisioneros de conciencia y sí que son un peligro para la seguridad de sus países.

## Diferencias con prisionero político
A diferencia de la definición de preso político, el artículo "The Forgotten Prisoners", al definir a los prisioneros de conciencia, claramente excluye a personas que hayan empleado o propugnado la violencia. No quiere decir que todo preso político ha empleado o propugnado la violencia. De hecho, Amnistía Internacional ha reconocido que múltiples presos políticos, quienes aseguran no haber empleado o propugnado la violencia, también son prisioneros de conciencia, entre ellos: 
- Aung San Suu Kyi
- Liu Xiaobo
- Ilgar Mammadov[4]
- Irom Shanu Charmila[4]
- Arzhang Davoodi[5]
- Mikhail Kosenko[6]
- Mohamed Soltan
- Maajid Nawaz
- Danilo Maldonado Machado